# Limnephilus rohweri
Limnephilus rohweri är en nattsländeart som beskrevs av Banks 1908. Limnephilus rohweri ingår i släktet Limnephilus och familjen husmasknattsländor. Inga underarter finns listade i Catalogue of Life.